# Labrys

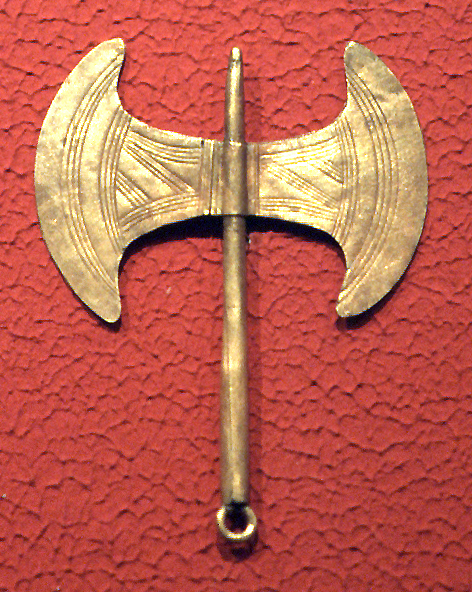
Mínojská labryda

Labrys (2. pád labrydy) je termín ze starověké Lýdie pro oboustrannou (dvojbřitou) sekeru. Starověcí Řekové v době klasické ji nazývali pelekus (πέλεκυς) nebo sagaris. Starověkým Římanům byla známá pod názvem bipennis.
Jako symbol se objevuje ve starověku počínaje dobou bronzovou v umění, mytologii a náboženství od Mínojské civilizace přes Thrákii a kultur Malé Asie až po Byzantskou říše.
Měla své rituální funkce při obětování zvířat, používala se kupř. v Mínojské kultuře na starověké Krétě – je známá z pověsti o mytologickém hrdinovi Théseovi a dávána do souvislosti s pojmem labyrint (tj. domov sekery labrys), což vzniklo spíše náhodou.
Obdobná sekera se objevuje v africké mytologii Yorùbá jako symbol boha Sango (taktéž Xango či Šango).

## Moderní využití
V novodobé historii se stala symbolem italských neofašistů, řeckých helénských novopohanů, feminismu i hnutí LGBT.